# Bhaurasa
Bhaurasa é uma cidade e uma nagar panchayat no distrito de Dewas, no estado indiano de Madhya Pradesh.

## Demografia
Segundo o censo de 2001, Bhaurasa tinha uma população de 10 405 habitantes. Os indivíduos do sexo masculino constituem 52% da população e os do sexo feminino 48%. Bhaurasa tem uma taxa de literacia de 60%, superior à média nacional de 59,5%; a literacia no sexo masculino é de 70% e no sexo feminino é de 48%. 17% da população está abaixo dos 6 anos de idade.